# Opilio aborensis
Opilio aborensis is een hooiwagen uit de familie echte hooiwagens (Phalangiidae).